# Riu Beissug
El Beissug - Бейсуг (rus) - és un riu al krai de Krasnodar, a Rússia) que desemboca a la mar d'Azov. Té una llargària de 243 km i una conca de 5.190 km². Neix a set quilòmetres al nord-oest de Kropotkin, a les terres baixes de Kuban-Azov. Desemboca a la mar d'Azov entre dos estuaris, el Lebiaji (d'aigua dolça) i el Bessuigski (d'aigua salada).